# Chi Rau vi
Chi Rau vi hay còn gọi là chi Ráng ất minh hoặc chi Ráng âm địa (danh pháp khoa học: Osmunda) là một chi dương xỉ ôn đới nằm trong họ Rau vi (Osmundaceae). Có khoảng 4 loài hiện được liệt kê thuộc chi này (theo nghĩa hẹp). Nguồn gốc tên gọi từ biệt danh Osmunder trong tiếng Saxon để chỉ vị thần sấm sét Thor trong truyện thần thoại Bắc Âu.

## Hình thái
Các lá lược hay lá chét lưỡng hình toàn bộ (lá chét có thể bán lưỡng hình). Thường có hai dạng lá, đó là lá lược vô sinh quang hợp màu xanh lục và lá chét sinh sản mang bào tử không quang hợp với các túi bào tử lớn trần trụi. Khi có lượng lớn các túi bào tử ở lá sinh sản cùng chín một thời điểm tạo nên màu sắc nâu vàng nổi bật trông chúng giống như cây trổ hoa, do vậy đôi lúc chúng vẫn thường được gọi là “dương xỉ hoa”.

## Phân loại
Chi Rau vi (Osmunda) là chi điển hình của bộ Rau vi (Osmundales), trong lịch sử nó từng là chi lớn nhất trong họ Rau vi (Osmundaceae). Năm 2006 Smith và cộng sự bằng công nghệ phân tích phân tử đã mô tả 3 chi trong họ này là: Osmunda, Leptopteris và Todea. Chi Osmunda trong lịch sử cũng được ghi nhận gồm nhiều phân nhóm dưới chi (nói chung là các phân chi) như: Osmunda (3-4 loài), Osmundastrum (1 loài), Plenasium (3-4 loài). Tuy nhiên có nghi ngờ rằng Osmunda không phải là một chi đơn ngành.

### Phân chiOsmunda
- Osmunda japonica
- Osmunda lancea
- Osmunda regalis
- Osmunda spectabilis (có thể gộp trong O. regalis).
- † Osmunda wehrii - Miller, 1982 (Trung Miocen, bang Washington)[4]
- †Osmunda shimokawaensis[5]

### Phân chiPlenasium
- Osmunda angustifolia = Plenasium angustifolium ?
- Osmunda banksiifolia = Plenasium banksiifolium (= Plenasium banksiaefolium)
- Osmunda javanica = Plenasium javanicum
- Osmunda vachellii = Plenasium vachellii
- Osmunda bromeliifolia = Plenasium bromeliifolium (= Plenasium bromeliaefolium). Có thể là một thứ của O. banksiifolia.
- †Osmunda arnoldii
- †Osmunda dowkeri

### Phân chiClaytosmunda
- Osmunda claytoniana = Claytosmunda claytoniana
- †Osmunda claytoniites (Phipps et al., 1998)[6][7]

### Lai ghép
- Osmunda × ruggii: O. claytoniana × O. spectabilis
- Osmunda × intermedia: O. lancea × O. japonica
- Osmunda mildei: dường như là một loài, nhưng phát sinh từ O. angustifolia × O. japonica.

## Phát sinh chủng loài
Các nghiên cứu phát sinh chủng loài của Yatabe et al. (1999), Metzgar et al. (2008) cho họ Rau vi cho thấy Osmunda như định nghĩa khi đó là cận ngành, và loài Osmunda cinnamomea mặc dù có sự tương tự về hình thái với Osmunda claytoniana nhưng lại là nhóm chị-em với phần còn lại của họ. Để đảm bảo tính đơn ngành cho chi Osmunda, các tác giả đã phục hồi chi Osmundastrum bằng việc nâng cấp nó từ phân chi lên để chứa duy nhất 1 loài là Osmunda cinnamomea với danh pháp đổi thành Osmundastrum cinnamomeum. Osmunda nghĩa hẹp này được phát hiện là chứa 3 nhánh tách biệt, tương ứng với các phân chi (nay là chi) Osmunda, Plenasium và Claytosmunda được mô tả năm 2005 với chỉ 1 loài còn sinh tồn là Osmunda claytoniana.
Phát sinh chủng loài của họ Osmundaceae theo Metzgar et al. (2008) được thể hiện trong cây dưới đây:

|  | Todea: 2 loài       |
|  |                     |
|  | Leptopteris: 6 loài |
|  |                     |

|  | phân chi Claytosmunda (= Osmunda claytoniana): 1 loài                                    |
|  |                                                                                          |
|  | \| \| phân chi Plenasium: 4 loài \| \| \| \| \| \| phân chi Osmunda : 4 loài \| \| \| \| |
|  |                                                                                          |
|  | phân chi Plenasium: 4 loài                                                               |
|  |                                                                                          |
|  | phân chi Osmunda : 4 loài                                                                |
|  |                                                                                          |

|  | phân chi Plenasium: 4 loài |
|  |                            |
|  | phân chi Osmunda : 4 loài  |
|  |                            |

|  | Todea: 2 loài       |
|  |                     |
|  | Leptopteris: 6 loài |
|  |                     |

|  | phân chi Claytosmunda (= Osmunda claytoniana): 1 loài                                    |
|  |                                                                                          |
|  | \| \| phân chi Plenasium: 4 loài \| \| \| \| \| \| phân chi Osmunda : 4 loài \| \| \| \| |
|  |                                                                                          |
|  | phân chi Plenasium: 4 loài                                                               |
|  |                                                                                          |
|  | phân chi Osmunda : 4 loài                                                                |
|  |                                                                                          |

|  | phân chi Plenasium: 4 loài |
|  |                            |
|  | phân chi Osmunda : 4 loài  |
|  |                            |

|  | Todea: 2 loài       |
|  |                     |
|  | Leptopteris: 6 loài |
|  |                     |

|  | phân chi Claytosmunda (= Osmunda claytoniana): 1 loài                                    |
|  |                                                                                          |
|  | \| \| phân chi Plenasium: 4 loài \| \| \| \| \| \| phân chi Osmunda : 4 loài \| \| \| \| |
|  |                                                                                          |
|  | phân chi Plenasium: 4 loài                                                               |
|  |                                                                                          |
|  | phân chi Osmunda : 4 loài                                                                |
|  |                                                                                          |

|  | phân chi Plenasium: 4 loài |
|  |                            |
|  | phân chi Osmunda : 4 loài  |
|  |                            |

|  | Todea: 2 loài       |
|  |                     |
|  | Leptopteris: 6 loài |
|  |                     |

|  | phân chi Claytosmunda (= Osmunda claytoniana): 1 loài                                    |
|  |                                                                                          |
|  | \| \| phân chi Plenasium: 4 loài \| \| \| \| \| \| phân chi Osmunda : 4 loài \| \| \| \| |
|  |                                                                                          |
|  | phân chi Plenasium: 4 loài                                                               |
|  |                                                                                          |
|  | phân chi Osmunda : 4 loài                                                                |
|  |                                                                                          |

|  | phân chi Plenasium: 4 loài |
|  |                            |
|  | phân chi Osmunda : 4 loài  |
|  |                            |

Sự phát hiện ra hóa thạch (của Osmunda pulchella = Osmundastrum pulchellum) được bảo tồn rất tốt với niên đại đầu kỉ Jura ở Thụy Điển, trung gian giữa chi Osmunda (cây trên đây) và Osmundastrum đã dẫn tới phân tích lại dữ iệu của Metzgar et al., và các tác giả của phân tích này cho rằng gốc cả họ Osmundaceae sử dụng trên đây có thể là sai lầm và là giả tưởng do hấp dẫn nhánh dài (tất cả các họ dương xỉ khác về mặt di truyền là rất xa với Osmundaceae), và cây phát sinh chủng loài sau là có thể:

|  | \| \| Todea \| \| \| \| \| \| Leptopteris \| \| \| \| |
|  |                                                       |
|  | Todea                                                 |
|  |                                                       |
|  | Leptopteris                                           |
|  |                                                       |

|  | Todea       |
|  |             |
|  | Leptopteris |
|  |             |

|  | phân chi Claytosmunda                                                   |
|  |                                                                         |
|  | \| \| phân chi Plenasium \| \| \| \| \| \| phân chi Osmunda \| \| \| \| |
|  |                                                                         |
|  | phân chi Plenasium                                                      |
|  |                                                                         |
|  | phân chi Osmunda                                                        |
|  |                                                                         |

|  | phân chi Plenasium |
|  |                    |
|  | phân chi Osmunda   |
|  |                    |

|  | phân chi Claytosmunda                                                   |
|  |                                                                         |
|  | \| \| phân chi Plenasium \| \| \| \| \| \| phân chi Osmunda \| \| \| \| |
|  |                                                                         |
|  | phân chi Plenasium                                                      |
|  |                                                                         |
|  | phân chi Osmunda                                                        |
|  |                                                                         |

|  | phân chi Plenasium |
|  |                    |
|  | phân chi Osmunda   |
|  |                    |

|  | \| \| Todea \| \| \| \| \| \| Leptopteris \| \| \| \| |
|  |                                                       |
|  | Todea                                                 |
|  |                                                       |
|  | Leptopteris                                           |
|  |                                                       |

|  | Todea       |
|  |             |
|  | Leptopteris |
|  |             |

|  | phân chi Claytosmunda                                                   |
|  |                                                                         |
|  | \| \| phân chi Plenasium \| \| \| \| \| \| phân chi Osmunda \| \| \| \| |
|  |                                                                         |
|  | phân chi Plenasium                                                      |
|  |                                                                         |
|  | phân chi Osmunda                                                        |
|  |                                                                         |

|  | phân chi Plenasium |
|  |                    |
|  | phân chi Osmunda   |
|  |                    |

|  | phân chi Claytosmunda                                                   |
|  |                                                                         |
|  | \| \| phân chi Plenasium \| \| \| \| \| \| phân chi Osmunda \| \| \| \| |
|  |                                                                         |
|  | phân chi Plenasium                                                      |
|  |                                                                         |
|  | phân chi Osmunda                                                        |
|  |                                                                         |

|  | phân chi Plenasium |
|  |                    |
|  | phân chi Osmunda   |
|  |                    |

Nghiên cứu xác định niên đại phân tử sử dụng dữ liệu của Metzgar et al. và tập hợp bao hàm rộng các hóa thạch thân rễ và lá ước tính rằng sự phân hóa thành chi/phân chi trong phạm vi họ Osmundaceae bắt đầu từ kỷ Trias và kết thúc vào Tiền Creta (khoảng 110 Ma) với sự hình thành của Osmunda và Plenasium.
Năm 2016 phân loại phiên bản 1 của PPG (PPG I) đã phân chia chi Osmunda hơn nữa bằng việc nâng cấp các phân chi lên thành chi như: Claytosmunda và Plenasium và để lại chi Osmunda chỉ bao gồm 4 loài thuộc phân chi Osmunda ban đầu. Cây phát sinh chủng loài sau dựa theo khái niệm của PPG I cho các thành viên còn sinh tồn của họ Osmundaceae.

|  | Todea       |
|  |             |
|  | Leptopteris |
|  |             |

|  | Claytosmunda (= Osmunda claytoniana)                                  |
|  |                                                                       |
|  | \| \| Plenasium: 4 loài \| \| \| \| \| \| Osmunda: 4 loài \| \| \| \| |
|  |                                                                       |
|  | Plenasium: 4 loài                                                     |
|  |                                                                       |
|  | Osmunda: 4 loài                                                       |
|  |                                                                       |

|  | Plenasium: 4 loài |
|  |                   |
|  | Osmunda: 4 loài   |
|  |                   |

|  | Claytosmunda (= Osmunda claytoniana)                                  |
|  |                                                                       |
|  | \| \| Plenasium: 4 loài \| \| \| \| \| \| Osmunda: 4 loài \| \| \| \| |
|  |                                                                       |
|  | Plenasium: 4 loài                                                     |
|  |                                                                       |
|  | Osmunda: 4 loài                                                       |
|  |                                                                       |

|  | Plenasium: 4 loài |
|  |                   |
|  | Osmunda: 4 loài   |
|  |                   |

|  | Todea       |
|  |             |
|  | Leptopteris |
|  |             |

|  | Claytosmunda (= Osmunda claytoniana)                                  |
|  |                                                                       |
|  | \| \| Plenasium: 4 loài \| \| \| \| \| \| Osmunda: 4 loài \| \| \| \| |
|  |                                                                       |
|  | Plenasium: 4 loài                                                     |
|  |                                                                       |
|  | Osmunda: 4 loài                                                       |
|  |                                                                       |

|  | Plenasium: 4 loài |
|  |                   |
|  | Osmunda: 4 loài   |
|  |                   |

|  | Claytosmunda (= Osmunda claytoniana)                                  |
|  |                                                                       |
|  | \| \| Plenasium: 4 loài \| \| \| \| \| \| Osmunda: 4 loài \| \| \| \| |
|  |                                                                       |
|  | Plenasium: 4 loài                                                     |
|  |                                                                       |
|  | Osmunda: 4 loài                                                       |
|  |                                                                       |

|  | Plenasium: 4 loài |
|  |                   |
|  | Osmunda: 4 loài   |
|  |                   |

|  | Todea       |
|  |             |
|  | Leptopteris |
|  |             |

|  | Claytosmunda (= Osmunda claytoniana)                                  |
|  |                                                                       |
|  | \| \| Plenasium: 4 loài \| \| \| \| \| \| Osmunda: 4 loài \| \| \| \| |
|  |                                                                       |
|  | Plenasium: 4 loài                                                     |
|  |                                                                       |
|  | Osmunda: 4 loài                                                       |
|  |                                                                       |

|  | Plenasium: 4 loài |
|  |                   |
|  | Osmunda: 4 loài   |
|  |                   |

|  | Claytosmunda (= Osmunda claytoniana)                                  |
|  |                                                                       |
|  | \| \| Plenasium: 4 loài \| \| \| \| \| \| Osmunda: 4 loài \| \| \| \| |
|  |                                                                       |
|  | Plenasium: 4 loài                                                     |
|  |                                                                       |
|  | Osmunda: 4 loài                                                       |
|  |                                                                       |

|  | Plenasium: 4 loài |
|  |                   |
|  | Osmunda: 4 loài   |
|  |                   |

|  | Todea       |
|  |             |
|  | Leptopteris |
|  |             |

|  | Claytosmunda (= Osmunda claytoniana)                                  |
|  |                                                                       |
|  | \| \| Plenasium: 4 loài \| \| \| \| \| \| Osmunda: 4 loài \| \| \| \| |
|  |                                                                       |
|  | Plenasium: 4 loài                                                     |
|  |                                                                       |
|  | Osmunda: 4 loài                                                       |
|  |                                                                       |

|  | Plenasium: 4 loài |
|  |                   |
|  | Osmunda: 4 loài   |
|  |                   |

|  | Claytosmunda (= Osmunda claytoniana)                                  |
|  |                                                                       |
|  | \| \| Plenasium: 4 loài \| \| \| \| \| \| Osmunda: 4 loài \| \| \| \| |
|  |                                                                       |
|  | Plenasium: 4 loài                                                     |
|  |                                                                       |
|  | Osmunda: 4 loài                                                       |
|  |                                                                       |

|  | Plenasium: 4 loài |
|  |                   |
|  | Osmunda: 4 loài   |
|  |                   |

Trong biểu đồ phát sinh chủng loài nội bộ chi Osmunda vẽ dưới đây thì Osmunda angustifolia, Osmunda bromeliifolia (thuộc phân chi/chi Plenasium), Osmundastrum và tất cả các loài tuyệt chủng đều bị bỏ qua.

|  | Osmunda javanica                                                           |
|  |                                                                            |
|  | \| \| Osmunda banksiifolia \| \| \| \| \| \| Osmunda vachellii \| \| \| \| |
|  |                                                                            |
|  | Osmunda banksiifolia                                                       |
|  |                                                                            |
|  | Osmunda vachellii                                                          |
|  |                                                                            |

|  | Osmunda banksiifolia |
|  |                      |
|  | Osmunda vachellii    |
|  |                      |

|  | Osmunda spectabilis                                                 |
|  |                                                                     |
|  | \| \| Osmunda japonica \| \| \| \| \| \| Osmunda lancea \| \| \| \| |
|  |                                                                     |
|  | Osmunda japonica                                                    |
|  |                                                                     |
|  | Osmunda lancea                                                      |
|  |                                                                     |

|  | Osmunda japonica |
|  |                  |
|  | Osmunda lancea   |
|  |                  |

|  | Osmunda spectabilis                                                 |
|  |                                                                     |
|  | \| \| Osmunda japonica \| \| \| \| \| \| Osmunda lancea \| \| \| \| |
|  |                                                                     |
|  | Osmunda japonica                                                    |
|  |                                                                     |
|  | Osmunda lancea                                                      |
|  |                                                                     |

|  | Osmunda japonica |
|  |                  |
|  | Osmunda lancea   |
|  |                  |

|  | Osmunda javanica                                                           |
|  |                                                                            |
|  | \| \| Osmunda banksiifolia \| \| \| \| \| \| Osmunda vachellii \| \| \| \| |
|  |                                                                            |
|  | Osmunda banksiifolia                                                       |
|  |                                                                            |
|  | Osmunda vachellii                                                          |
|  |                                                                            |

|  | Osmunda banksiifolia |
|  |                      |
|  | Osmunda vachellii    |
|  |                      |

|  | Osmunda spectabilis                                                 |
|  |                                                                     |
|  | \| \| Osmunda japonica \| \| \| \| \| \| Osmunda lancea \| \| \| \| |
|  |                                                                     |
|  | Osmunda japonica                                                    |
|  |                                                                     |
|  | Osmunda lancea                                                      |
|  |                                                                     |

|  | Osmunda japonica |
|  |                  |
|  | Osmunda lancea   |
|  |                  |

|  | Osmunda spectabilis                                                 |
|  |                                                                     |
|  | \| \| Osmunda japonica \| \| \| \| \| \| Osmunda lancea \| \| \| \| |
|  |                                                                     |
|  | Osmunda japonica                                                    |
|  |                                                                     |
|  | Osmunda lancea                                                      |
|  |                                                                     |

|  | Osmunda japonica |
|  |                  |
|  | Osmunda lancea   |
|  |                  |

|  | Osmunda javanica                                                           |
|  |                                                                            |
|  | \| \| Osmunda banksiifolia \| \| \| \| \| \| Osmunda vachellii \| \| \| \| |
|  |                                                                            |
|  | Osmunda banksiifolia                                                       |
|  |                                                                            |
|  | Osmunda vachellii                                                          |
|  |                                                                            |

|  | Osmunda banksiifolia |
|  |                      |
|  | Osmunda vachellii    |
|  |                      |

|  | Osmunda spectabilis                                                 |
|  |                                                                     |
|  | \| \| Osmunda japonica \| \| \| \| \| \| Osmunda lancea \| \| \| \| |
|  |                                                                     |
|  | Osmunda japonica                                                    |
|  |                                                                     |
|  | Osmunda lancea                                                      |
|  |                                                                     |

|  | Osmunda japonica |
|  |                  |
|  | Osmunda lancea   |
|  |                  |

|  | Osmunda spectabilis                                                 |
|  |                                                                     |
|  | \| \| Osmunda japonica \| \| \| \| \| \| Osmunda lancea \| \| \| \| |
|  |                                                                     |
|  | Osmunda japonica                                                    |
|  |                                                                     |
|  | Osmunda lancea                                                      |
|  |                                                                     |

|  | Osmunda japonica |
|  |                  |
|  | Osmunda lancea   |
|  |                  |

|  | Osmunda javanica                                                           |
|  |                                                                            |
|  | \| \| Osmunda banksiifolia \| \| \| \| \| \| Osmunda vachellii \| \| \| \| |
|  |                                                                            |
|  | Osmunda banksiifolia                                                       |
|  |                                                                            |
|  | Osmunda vachellii                                                          |
|  |                                                                            |

|  | Osmunda banksiifolia |
|  |                      |
|  | Osmunda vachellii    |
|  |                      |

|  | Osmunda spectabilis                                                 |
|  |                                                                     |
|  | \| \| Osmunda japonica \| \| \| \| \| \| Osmunda lancea \| \| \| \| |
|  |                                                                     |
|  | Osmunda japonica                                                    |
|  |                                                                     |
|  | Osmunda lancea                                                      |
|  |                                                                     |

|  | Osmunda japonica |
|  |                  |
|  | Osmunda lancea   |
|  |                  |

|  | Osmunda spectabilis                                                 |
|  |                                                                     |
|  | \| \| Osmunda japonica \| \| \| \| \| \| Osmunda lancea \| \| \| \| |
|  |                                                                     |
|  | Osmunda japonica                                                    |
|  |                                                                     |
|  | Osmunda lancea                                                      |
|  |                                                                     |

|  | Osmunda japonica |
|  |                  |
|  | Osmunda lancea   |
|  |                  |

## Tiến hóa
Chi này được biết đến trong mẫu hóa thạch lá cây (từ kỷ Trias) của Osmunda claytoniites thu thập trong hệ tầng Lashly (235,0-221,5 Ma) tại Allan Hills, miền nam Đất Victoria, châu Nam Cực gần giống với Osmunda claytoniana. Bằng chứng cổ sinh vật học cho thấy Osmunda claytoniana là "hóa thạch sống" đã thể hiện tình trạng ngưng trệ tiến hóa trong ít nhất là 180 triệu năm.

## Hình ảnh

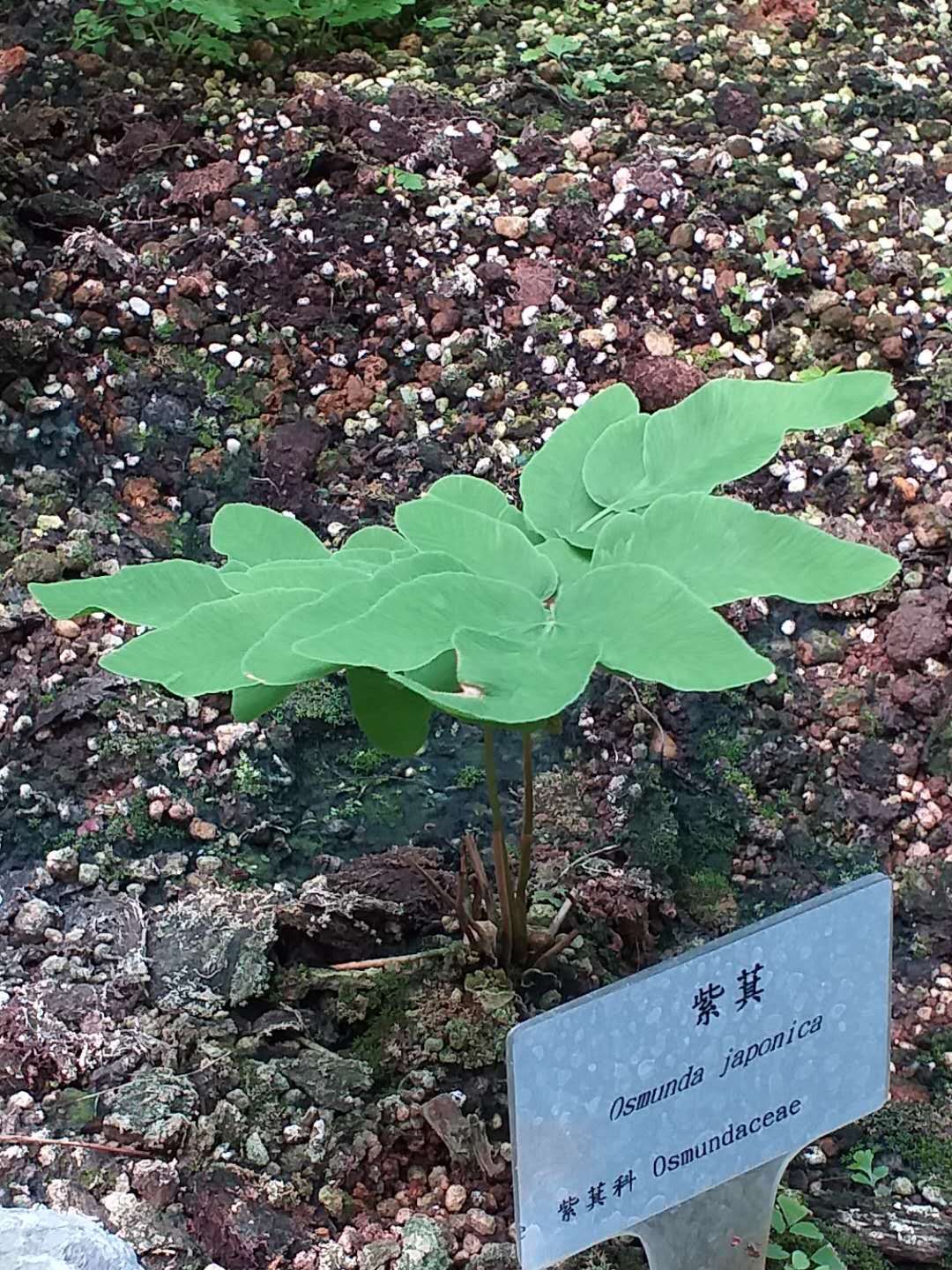
Osmunda japonica.